# 15460 Manca
15460 Manca è un asteroide della fascia principale. Scoperto nel 1998, presenta un'orbita caratterizzata da un semiasse maggiore pari a 2,9064014 UA e da un'eccentricità di 0,0863058, inclinata di 3,28853° rispetto all'eclittica.